# Heliamphora ciliata
Heliamphora ciliata est une espèce de plante carnivore du genre Heliamphora, appartenant à la famille des Sarraceniaceae. Elle possède des urnes longues et effilées, généralement de 15 à 30 cm de hauteur. Les urnes sont principalement vertes avec des bords rougeâtres ou pourpres, et présentent des poils fins autour de l'ouverture.

## Milieu naturel
Son milieu naturel est le Venezuela. Elle vit sous des climats humides et ensoleillées.

## Prédateurs, parasites et maladies
Ses principaux prédateurs et parasites sont les cochenilles et les pucerons.